# Raquel Pelta Resano
Raquel Pelta Ressano és llicenciada en Geografia i Història i en Comunicació Audiovisual, Publicitat i Relacions Públiques. Es va doctorar en Història del Disseny per la Universitat de Barcelona (Facultat de Belles arts), amb premi extraordinari a la seva tesi doctoral Disseny i Dissenys Gràfics. 1984-1999. Quinze anys de debats ideològics. (L'àmbit anglosaxó).

## Trajectòria
El març de 2006 va entrar a formar part del professorat de la Facultat de Belles arts de la Universitat de Barcelona i sent també membre del grup de recerca GRACMON. També va ser docent en diversos centres com l'Institut Europeu di Design (IED), on a més va dirigir l'Escola de Màsters, l'Escola Massana, la Universitat Rei Joan Carles, la Universitat de Valladolid, el Col·legi Universitari de Segòvia o l'Escola Superior de Disseny Elisava, on entre 2004 i 2006 va ser Cap de l'àrea d'Humanitats. De juny de 2001 a juny de 2004, es va ocupar de la direcció de la revista de disseny i comunicació Visual. Entre 2006 i 2008, va ser assessora de la col·lecció de Disseny de l'editorial Gustavo Gili. Va fundar la revista en línia Monogràfica de la qual és codirectora i que va obtenir el Premi Ciutat de Barcelona en 2012. En 2004, va fundar i va començar a dirigir el Congrés Internacional de Tipografia, que se celebra a València amb caràcter biennal.
Ha impartit conferències en diversos centres i institucions i ha comissariat exposicions per al Museu Nacional Centre d'Art Reina Sofia com Enric Crous Vidal i la Grafia Llatina, Imatges per al cinema. Eduardo Muñoz Bachs, Dissenyadors per a un llibre: Homenatge al Quixot, García Fonts & Co. Deu anys de tipografia independent a Espanya,Sense límits. Visions del disseny actual, Dissenyadors per a un mite. Homenatge a Toulouse Lautrec, Cartells contra una guerra i 100% Catalan Design. A més, és comissària de l'exposició permanent Dissenyes o treballes? La nova comunicació visual. 1980-2003, en el Museu del Disseny de Barcelona.

## Obra
- 2004 - Dissenyar avui, temes contemporanis de disseny gràfic (1998-2003), Paidós Ibèrica. ISBN 978-8449315336.
- 2004 - Secrets, Pfonema Book, en col·laboració amb Enric Aguilera. ISBN 84-89994-71-4.
- 2005 - Classe: comunicació gràfica, Blur. ISBN 84-609-6241-5.
- 2007 - 100 posters per a un segle: Fundació Pedro Barrié de la Maça. En coautoría amb Balthasar Zimmermann i Chris Randle. Fundació Pedro Barrié de la Maça. ISBN 978-84-95892-58-4.